# كارولين باركر
كارولين بياتريس باركر (بالإنجليزية: Carolyn Parker) (وُلدت في عام 1917- تُوفيت في عام 1966)، كانت فيزيائيةً وإحدى المشاركات في مشروع دايتون بين عامي 1943 و1947، الذي كان بمثابة الأداة البحثية والإنمائية للبلوتونيوم في مشروع مانهاتن. أصبحت باركر بعدها أستاذةً مساعدةً في الفيزياء في جامعة فيسك.
حصلت باركر على شهادتي ماجستير، إحداهما في الرياضيات من جامعة ميشيغان في عام 1941، والأخرى في الفيزياء من معهد ماساتشوستس للتكنولوجيا في عام 1951. وقفت إصابتها باللوكيميا في وجه حصولها على شهادة الدكتوراه من معهد ماساتشوستس للتكنولوجيا، ثم تُوفيّت بسببها في سن الثامنة والأربعين. شكّلت اللوكيميا خطرًا مهنيًا كبيرًا على العاملين في مشروع دايتون.
تُعتبر باركر أول امرأة أمريكية أفريقية حاصلة على شهادة عليا في الفيزياء.               

## مسيرتها المهنية
عملت باركر مدرسةً في المدارس العامة في منطقة روشيل في ولاية فلوريدا بين عامي 1938 و1939، ثم في مدينة غينزفيل في ولاية فلوريدا بين عامي 1939 و1940، وبعدها في مدينة نيوبورت نيوز في ولاية فيرجينيا بين عامي 1941 و1942. عملت باركر أيضًا مدرسةً في الفيزياء والرياضيات في كلية بلوفيلد الحكومية بين عامي 1942 و1943. تحولت باركر إلى الفيزياء البحثية في مشروع دايتون بين عامي 1943 و1947، والذي أخذ من قاعدة رايت باترسون الجوية في مدينة دايتون في ولاية أوهايو مقرًا له. كان مشروع دايتون جزءًا من مشروع مانهاتن لتطوير الأسلحة الذرية في الحرب العالمية الثانية، واستمر أيضًا خلال فترة الحرب الباردة. قادت شركة مونسانتو للكيماويات عملًا بحثيًا سريًا للغاية حول استخدام البولونيوم كبادئ للانفجارات الذرية. تحدثت خوانيتا باركر واينتر في مقابلة لها عن عمل شقيقتها، إذ وصفته بأنه «سري للغاية، لدرجة أنها لا تستطيع مناقشته معنا بصفتنا عائلتها».
أصبحت باركر أستاذةً مساعدةً في الفيزياء في جامعة فيسك في تينيسي في عام 1947.
كانت باركر عضوةً في مؤسسة مهندسي الترددات الراديوية، والجمعية الفيزيائية الأمريكية، وسيغما ألفا إيبسلون باي، وديلتا سيغما سيتا.

## حياتها الشخصية
أفادت عائلة باركر أنها تُوفيت بسبب اللوكيميا، إذ اعتقدوا أنها قد أُصيبت به جراء التعرض للإشعاع. تُعتبر الإصابة باللوكيميا واحدةً من المخاطر المرتبطة بالتعرض المهني للبولونيوم. خضع العاملون في مشروع دايتون لاختبارات أسبوعية لمراقبة مستويات البولونيوم لديهم. اشتمل برنامج تعويضات الأمراض المهنية للعاملين في مجال الطاقة على مرض اللوكيميا باعتباره مرضًا قابلًا للتعويض بالنسبة للعاملين في مشروع دايتون في عام 2000، إذ خضع العاملون في مشروع دايتون والذين عملوا فيه لفترة معينة من الزمن لاختبارات لقياس مستويات البولونيوم بشكل دوري.
تُوفيت باركر في مدينة غاينزفيل في ولاية فلوريدا، وذلك في الثالث من شهر مارس من عام 1966 عن عمر يناهز السابعة والأربعين. كانت باركر كاثوليكية رومانية.